# Liane Winter
Liane Winter (* 24. Juni 1942 in Leipzig; † 17. Januar 2021 in Wetzlar) war eine deutsche Langstreckenläuferin, die in den 1970er Jahren eine Pionierin des Marathonlaufs war.

## Werdegang
Am 21. April 1975 gewann sie als erste Ausländerin den Boston-Marathon. Ihre Zeit von 2:42:24 h war zugleich eine Weltbestzeit.
Im Jahr zuvor hatte sie schon in Wolfsburg und in Waldniel deutsche Marathonrekorde aufgestellt. Ein weiterer deutscher Rekord gelang ihr mit 37:16 min im 10-Kilometer-Straßenlauf am 31. Juli 1977 in Brügge. 1979 wurde sie Deutsche Meisterin im Marathon. Im Laufe ihrer Sportlerkarriere bestritt sie 50 Marathonläufe, den letzten im Alter von 50 Jahren.
Liane Winter startete für den Sportverein VfL Wolfsburg. Sie war bis zum 60. Lebensjahr kaufmännische Angestellte bei der Volkswagen AG. Seit den 1990er Jahren litt sie an multipler Sklerose, die ihr das Laufen unmöglich macht. Mittels eines Handbikes betrieb sie eine Zeit lang noch Sport. Sie lebte zuletzt in einem Pflegeheim und verstarb im Alter von 78 Jahren am 17. Januar 2021 in Wetzlar.